# Sông Bermejo

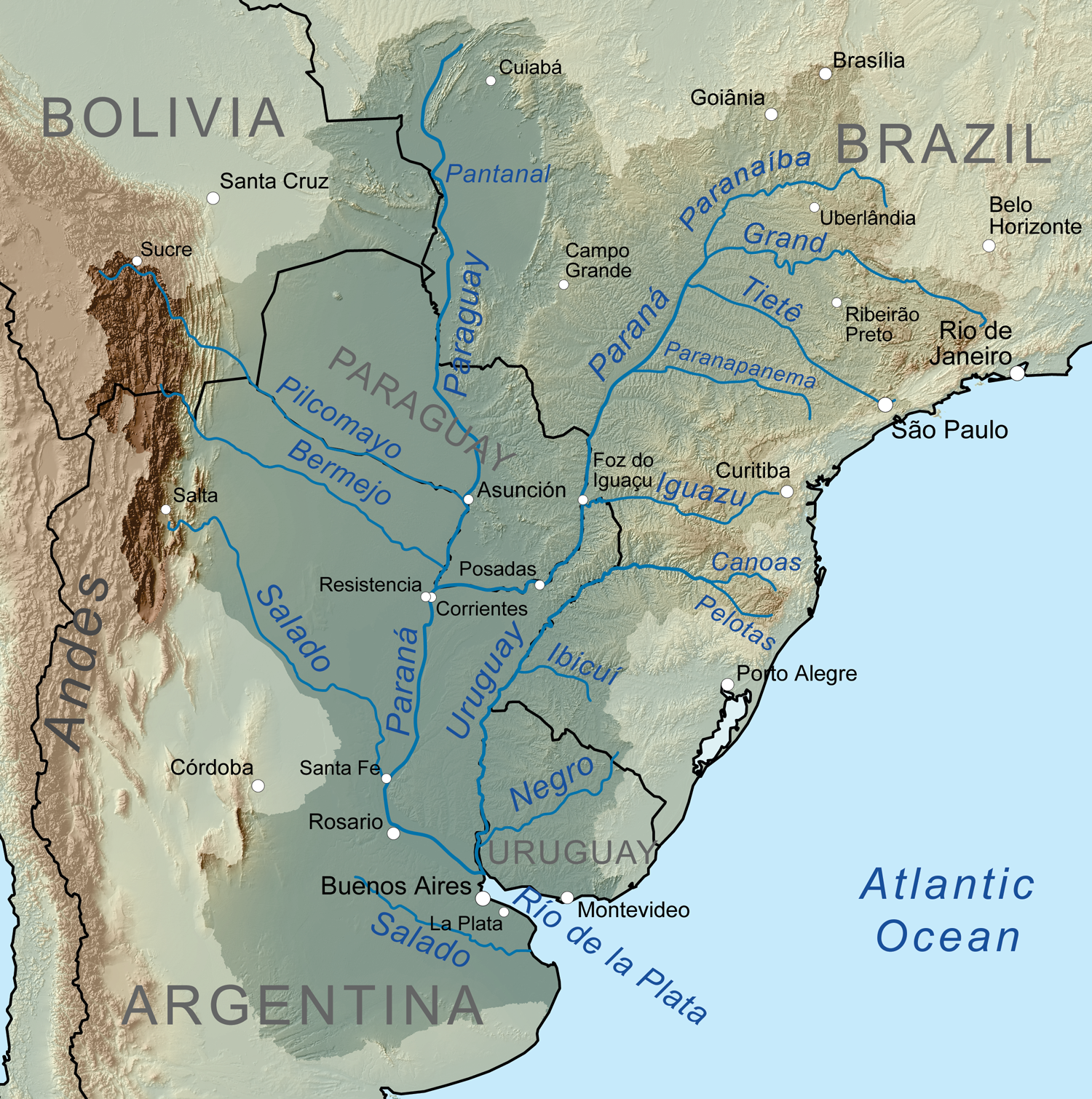
Bản đồ bồn địa Rio de la Plata, thể hiện sông Bermejo hợp lưu với sông Paraguay ở phía bắc của Resistencia.

Sông Bermejo (tiếng Tây Ban Nha, Río Bermejo) nằm ở Nam Mỹ, sông chảy từ Bolivia và hợp dòng vào sông Paraguay tại Argentina. Sông thường được gọi là Bermejo mặc dù được mang các tên gọi khác nhau suốt dòng chảy của nó, trong tiếng bản địa của thổ dân Wichí, sông được gọi là Teuco, và trong tiếng Guaraní sông được gọi là Ypitá. Tại vùng bồn địa thuộc Gran Chaco của Argentina, Bermejo tạo nên một vùng đầm lầy và phân thành hai nhánh. Nhánh phía nam là nền của sông Bermejo cũ, nay là một dòng chảy không liên tục gọi là Río Bermejito. Nhánh phía bắc nay là nhánh chính của Bermejo và được gọi là sông Teuco (Río Teuco), Bermejo Nuevo, hay sông Bermejo. Hai nhánh tái hợp dòng tại 25°39′N 60°11′T / 25,65°N 60,183°T, gần Villa Río Bermejito, tạo nên Sông Hạ Bermejo.
Sông Bermejo dài 1.060 kilômét (660 mi) và có lưu vực rộng 123.000 kilômét vuông (47.000 dặm vuông Anh). Lưu lượng dòng chảy hàng năm của sông thay đổi từ 20 mét khối trên giây (710 cu ft/s) đến 14.000 mét khối trên giây (490.000 cu ft/s).
Dòng sông khởi nguồn từ một dãy núi mang tên Sierra de Santa Victoria cõ tọa độ 22°00′14″N 64°57′30″T / 22,00389°N 64,95833°T gần Tarija, cách vài kilomets về đông nam của Chaguaya tại Bolivia, và không xa La Quiaca, Jujuy, Argentina. Về tổng thể, sông có hướng đông nam. Tại phần cao nhất của sông, chi lưu chính là Lipeo River, và xa về phía hạ nguồn là các sông Grande de Tarija, sông Iruya, và San Francisco.
Tàu bè không thể đi lại trên dòng Bermejo. Vào cuối thế kỷ 19, rất nhiều nỗ lực đã được thực hiện nhằm có thể vận chuyển hàng hóa thương mại theo sông song đều thất bại, phần lớn là do dòng nước nông, có một lượng lớn trầm tích.